# Gerhard Berthold
Pour les articles homonymes, voir Berthold.
Gerhard Berthold (né le 12 mars 1891 à Schneeberg et mort le 14 avril 1942 à Saizewa-Gora), est un Generalleutnant allemand au sein de la Heer dans la Wehrmacht pendant la Seconde Guerre mondiale.
Il a été récipiendaire de la croix de chevalier de la croix de fer. Cette décoration est attribuée en reconnaissance d'un acte d'une extrême bravoure ou d'un succès de commandement important du point de vue militaire.

## Biographie
Berthold s'engage le 1er avril 1910 comme volontaire d'un an dans le 106e régiment d'infanterie de l'armée saxonne et est renvoyé dans la réserve à la fin de son service. Incorporé comme vice-sergent au début de la Première Guerre mondiale, Berthold participe aux combats sur le front occidental dans le 102e régiment d'infanterie (de). Le 5 mars 1915, il est incorporé dans le service actif et devient lieutenant à la fin de la guerre. 
Gerhard Berthold est tué le 14 avril 1942 à Yukhnov en Russie. Il est promu à titre posthume Generalleutnant.

## Décorations
- Croix de fer (1914)
  - 2e classe
  - 1re classe
- Insigne des blessés (1914)
  - en Noir
- Croix d'honneur
- Médaille des Sudètes
- Agrafe de la croix de fer (1939)
  - 2e classe (15 septembre 1939)
  - 1re classe (1er octobre 1939)
- Insigne des blessés (1939)
  - en argent
- Médaille du Front de l'Est
- Croix de chevalier de la croix de fer
  - Croix de chevalier le 4 décembre 1941 en tant que Generalmajor et commandant de la 31. Infanterie-Division[1]